# مايكل بوين (كاهن كاثوليكي)
مايكل بوين (بالإنجليزية: Michael Bowen)‏ هو كاهن كاثوليكي بريطاني، ولد في 23 أبريل 1930 في جبل طارق في المملكة المتحدة.